# Aigner László
Aigner László (külföldön: Lucien Aigner, Ladislas Aigner; Érsekújvár, 1901. szeptember 14. – Waltham, Massachusetts, Egyesült Államok, 1999. március 29.) újságíró, fotóriporter, fotóművész, festő, grafikus.
Egyes források Aczél Lajos mellett őt sejtik a Louis Lucien Rogger írói álnév mögött. Más források csak A halálkabin című regény vonatkozásában, amelyből 1936-ban A rejtélyes utas (The Princess Comes Across) címmel hollywoodi film készült Carole Lombard és Fred MacMurray főszereplésével Zukor Adolf Paramount Stúdiójánál. De lehetséges, hogy csupán a regények franciára fordításában vett részt.

## Élete
A budapesti Pázmány Péter Tudományegyetemen szerezte meg jogászdoktori fokozatát 1924-ben, majd újságíróként, fotóriporterként az Est lapoknál helyezkedett el. Fotói a Pesti Napló képes mellékletében és a Színházi Életben jelentek meg.
Még Berlinben találkozott először Aczél Lajossal, akivel 1931?-ben Párizsban alapították meg az Aral sajtóügynökséget (Aral Press Service). 1927-1939 között élt Párizsban, ahol James Abbe asszisztense volt és az Est-lapokat, 1928-tól a London General Press-t is tudósította. Fotómellékletei a köznapi életben megszokott technikával és stílusban készültek, amivel nagy ismertséget, népszerűséget szerzett. Híressé vált képe volt az épp tüsszenteni készülő  Mussoliniről készült fotója 1935-ből, vagy pár évvel később Einsteinről készült portréfotói. Képei olyan neves francia, német és angol képes magazinokban, lapokban jelentek meg mint a Vu, L’Illustration, Münchener Illustrierte Presse, Weekly Illustrated, Lilliput, Picture Post.
1941-ben a nácik elől menekülve az Egyesült Államokban, New Yorkban telepedett le, ahol 1948-ig a Look, The New York Times, Newsweek és a Time Magazin külső munkatársa, fotóriportere, 1947-1953 között az Amerika Hangja francia osztályának hangjátékrendezője volt. 1954-1976 között portréműterme volt Great Barringtonban.
Gyermekkorától érdeklődött a fényképészet iránt. Első fényképét 1910-ben készítette. Ennek ellenére csak 1967-ben szerezte meg hivatásos fotográfus diplomáját az indianai Winona Schoolban (Winona School of Professional Photographer Certificate).
1970-ben a George Eastman House (A Kodak alapító tulajdonosának, George Eastman életét bemutató múzeum) munkatársai dolgozták fel archívumát. 1996-ban Lucien Aigner Múzeum nyílt egykori műtermében képeiből, negatívjaiból, dokumentumaiból, személyes tárgyaiból és gépeiből.
Munkái olyan nagy és híres gyűjteményekben is megtalálhatók, mint a Metropolitan Művészeti Múzeum, a Modern Művészeti Múzeum, a Smithsonian, a new york-i Nemzetközi Fotográfiai Központ, a londoni Viktória és Albert Múzeum, vagy a párizsi Francia Nemzeti Könyvtár gyűjteménye.

## Család, rokonság
Öccse a bőr divatárú gyáros Etienne Aigner. Unokahúga Patricia Bonnet.

## Dokumentumfilmjei
- 1968 – Hong Kong Breakthrough
- 1972 – Paintings for Halloween

## Díjak, elismerések
- 1936 – Leica-díj (Leica Award)
- 1941 – New York Art Director Award
- 1973 – a Professional Photographers of America örökös tagja
- 1975 – a National Endowment for the Arts ösztöndíja.